# All I Can Do
All I Can Do es el decimoséptimo álbum de estudio que publicó la cantante Dolly Parton en mayo de 1976.

## Datos del álbum
El álbum contiene ocho canciones compuestas por Parton y dos covers, de los temas "Boulder to Birmingham" de Emmylou Harris y "Life's Like Poetry" de Merle Haggard.

## Lista de canciones
All songs by Dolly Parton unless otherwise noted.
1. "All I Can Do" - 2:26
2. "The Fire That Keeps You Warm" - 2:53
3. "When The Sun Goes Down Tomorrow" - 2:10
4. "I'm A Drifter" - 2:57
5. "Falling Out Of Love With Me" - 2:50
6. "Shattered Image" - 2:27
7. "Boulder To Birmingham" (Emmylou Harris) - 4:20
8. "Preacher Tom" - 3:43
9. "Life's Like Poetry" (Merle Haggard) - 1:52
10. "Hey, Lucky Lady" - 2:22